# クロス (紋章学)

クロス
Argent, a cross Gules

クロス（英: Cross、仏: Croix、古仏: Crois, Croyz）は、紋章学における、幅広の帯が垂直に交わり、4本の腕がシールド又はフィールドの上下左右の端までわたる十字の形をしたチャージである。フェスとペイルを交差させたものと捉えることもできる。また、十字を取り入れたチャージの総称である。チーフ、フェス、ペイル、ベンド、シェブロン及びサルタイアーに加えて、紋章学の基本的なオーディナリーのうちの1つである。キリスト教との関係を意味することも多い。

## 解説
もっとも基本的なクロスの形状は、4本の腕の長さがほぼ均等で、交点はエスカッシャンのほぼ中央、すなわちフェス・ポイントを通過するものとされているが、エスカッシャンの形状にも影響されるため、ほとんどの場合縦の腕よりも横の腕のほうが短い。クロスの幅はフィールドの5分の1程度とされ、クロスの上に更に別のチャージが重ねられている場合は3分の1程度である。

### クロス・クーペド

クロス・クーペド
Argent, a cross couped Gules

クロス・クーペド (Cross couped) は、クロスの4本の腕を腕の方向に対して垂直に切り、フィールドの端に達しないように短くしたものである。クロス・ヒューミッティ (cross humetty) と記述されることもある。紋章の中にただ1つのクロスを置く場合で、腕を短くするときに明示的に用いられる。このような十字はグリーク・クロス (Greek cross) とも呼ばれ、赤十字や緑十字などキリスト教とは直接関係しないシンボル・マークやスイスの国旗をはじめとする各国の国旗にも採用されているが、古典的な紋章学上の用語としては定義されておらず、基本的に cross couped 又は cross humetty と記述される。

### クロスレット
クロスレット（英: Crosslet、仏: Croissette, Petit croix）は、1つの紋章にクロスを2つ以上記述する場合に用いる。クロスが2つ又は3つだけの場合は、 crosses 又は crosslets のどちらで記述してもよい。2つ以上クロスを用いる場合はフィールドの上下左右の端に達するようにクロスを描くとお互いにぶつかってしまうため、それらは必然的にクーペドされる。そのため、three crosses と記述しても、 three crosslets と記述しても紋章の見た目は同じになる。4つ以上の場合はクロスレットとされなければならない。ただし、例外もあり、クロスと他のチャージを1列に並べたい場合などにはクロスレットを単数で用いることがある。
ベンドのディミニュティブであるベンドレット (bendlet) などの語とよく似ているが、クロスレットはクロスそのものであるためディミニュティブとしては定義されない。また、クロスに続けて corss crosslet と記述することでクロスの4本の腕に更に帯を垂直に交差させて小十字にすることを意味する。

## 種類
クロスにはオーディナリーを含む他のあらゆるチャージに類を見ないほど数多くの種類（バリエーション）がある。その種類は30種超、50種超、300種超など諸説様々であるが、19世紀の紋章官の中には450種ものクロスのリストを作成した者もいたとされる。そのうち代表的なものを次に挙げる。

クロス・ポーテント Cross potent （コモンズ）
クロス・ポンミー Cross pommée （コモンズ）
クロス・ボトニー Cross bottony （コモンズ）
クロス・フローリー Cross flory (Cross fleury) （コモンズ）
クロス・フォウシェイ Cross fourchée （コモンズ）
クロス・モーリン Cross moline
クロス・クロスレット Cross crosslet （コモンズ）
クロス・クロスレット・フィッチー Cross crosslet fitchy （コモンズ）
ジルースルム（エルサレム）・クロス Jerusalem cross クルセイダーズ・クロス Crusader's cross （コモンズ）
クロス・バービー Cross barby (Cross barbée) アロウ・クロス Arrow cross （コモンズ）
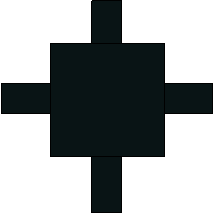
クロス・クァドレート Cross quadrate
ケルティック・クロス Celtic cross （コモンズ）
サン・クロス Sun cross （コモンズ）
クロス・ヴォイデッド（スルーアウト） Cross voided (throughout) ガンマディア Gammadia
クロス・トリプル・パーティド・フレッティド Cross triple-parted-fretted （コモンズ）
マウルテーズ・クロス Maltese cross （コモンズ）
クロス・パティ Cross patty (Cross pattée) クロス・フォーミー Cross formy （コモンズ）
クロス・パティ・アリゼイ Cross pattée-alisée
クロス・ペイタンス Cross patonce （コモンズ）
カサール・クロス Cathar cross （コモンズ）
トゥールーズ・クロス Toulouse cross （コモンズ）
クロス・エイビス Cross avis
ラテン・クロス Latin cross （コモンズ）
クロス・カルヴァリー Cross calvary （コモンズ）
クロス・ロレイン Cross lorraine （コモンズ）
クロス・アンキー Cross anchry アンカード・クロス Anchored cross マリナーズ・クロス Mariner's cross （コモンズ）
クロス・タウ Cross tau （コモンズ）

- ジルースルム（エルサレム）・クロス
Jerusalem cross
クルセイダーズ・クロス
Crusader's cross
（コモンズ）
- クロス・バービー
Cross barby (Cross barbée)
アロウ・クロス
Arrow cross
（コモンズ）
- クロス・クァドレート
Cross quadrate
- ケルティック・クロス
Celtic cross
（コモンズ）
- サン・クロス
Sun cross
（コモンズ）
- クロス・ヴォイデッド（スルーアウト）
Cross voided (throughout)
ガンマディア
Gammadia
- クロス・トリプル・パーティド・フレッティド
Cross triple-parted-fretted
（コモンズ）
- マウルテーズ・クロス
Maltese cross
（コモンズ）
- クロス・パティ
Cross patty (Cross pattée)
クロス・フォーミー[12]
Cross formy
（コモンズ）
- クロス・パティ・アリゼイ
Cross pattée-alisée
- クロス・ペイタンス
Cross patonce
（コモンズ）
- カサール・クロス
Cathar cross
（コモンズ）
- トゥールーズ・クロス
Toulouse cross
（コモンズ）
- クロス・エイビス
Cross avis
- ラテン・クロス
Latin cross
（コモンズ）
- クロス・カルヴァリー[13]
Cross calvary
（コモンズ）
- クロス・ロレイン
Cross lorraine
（コモンズ）
- クロス・アンキー
Cross anchry
アンカード・クロス
Anchored cross
マリナーズ・クロス
Mariner's cross
（コモンズ）
- クロス・タウ
Cross tau
（コモンズ）